# Hotchkiss QF de 6 libras 6 cwt
El Hotchkiss QF de 6 libras 6 cwt Mk 1 y Mk 2 fue una versión acortada del Hotchkiss QF de 6 libras original, siendo especialmente desarrollado para su empleo en las barbetas laterales de los posteriores modelos de tanques británicos de la Primera Guerra Mundial, desde el Mark IV en adelante.

## Historia

### Primera Guerra Mundial

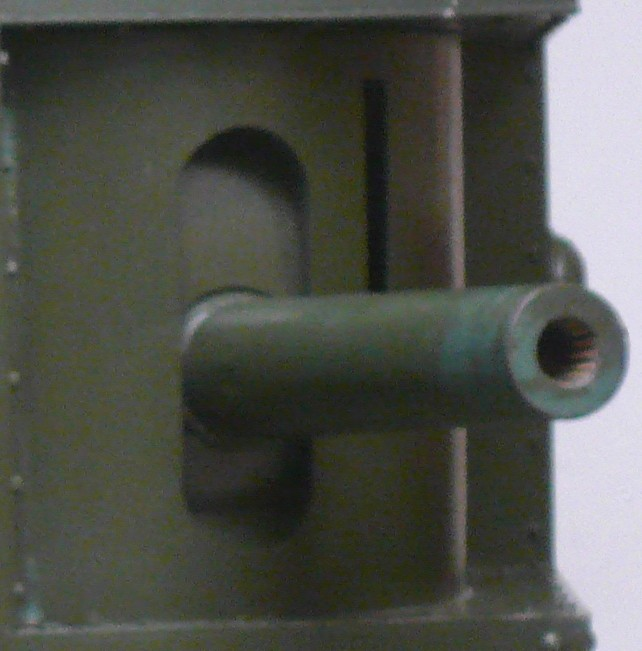
Detalle de un cañón Mk I del tanque Mark V del Museo Imperial de la Guerra, Londres.

El cañón Hotchkiss QF de 6 libras original demostró ser demasiado largo para su empleo práctico con los tanques pesados británicos de la época, que montaban los cañones en barbetas laterales en lugar de torretas como los tanques modernos. La boca de los largos cañones a veces se enterraba en el lodo o golpeaba obstáculos cuando el tanque cruzaba trincheras o cráteres de obús. El acortado Mk I de 6 libras 6 cwt con caña simple fue introducido en enero de 1917 con el tanque Mark IV, pudiendo considerársele como el primer cañón de tanque.
Su caña acortada reducía su velocidad de boca, pero como los tanques eran empleados en la Primera Guerra Mundial contra blancos sin blindaje o ligeramente blindados, tales como nidos de ametralladora y piezas de artillería a distancias relativamente cortas de algunos cientos de metros, esto no era una desventaja importante.
El cañón Mk II fue desarrollado al mismo tiempo, con una caña compuesta.

### Segunda Guerra Mundial

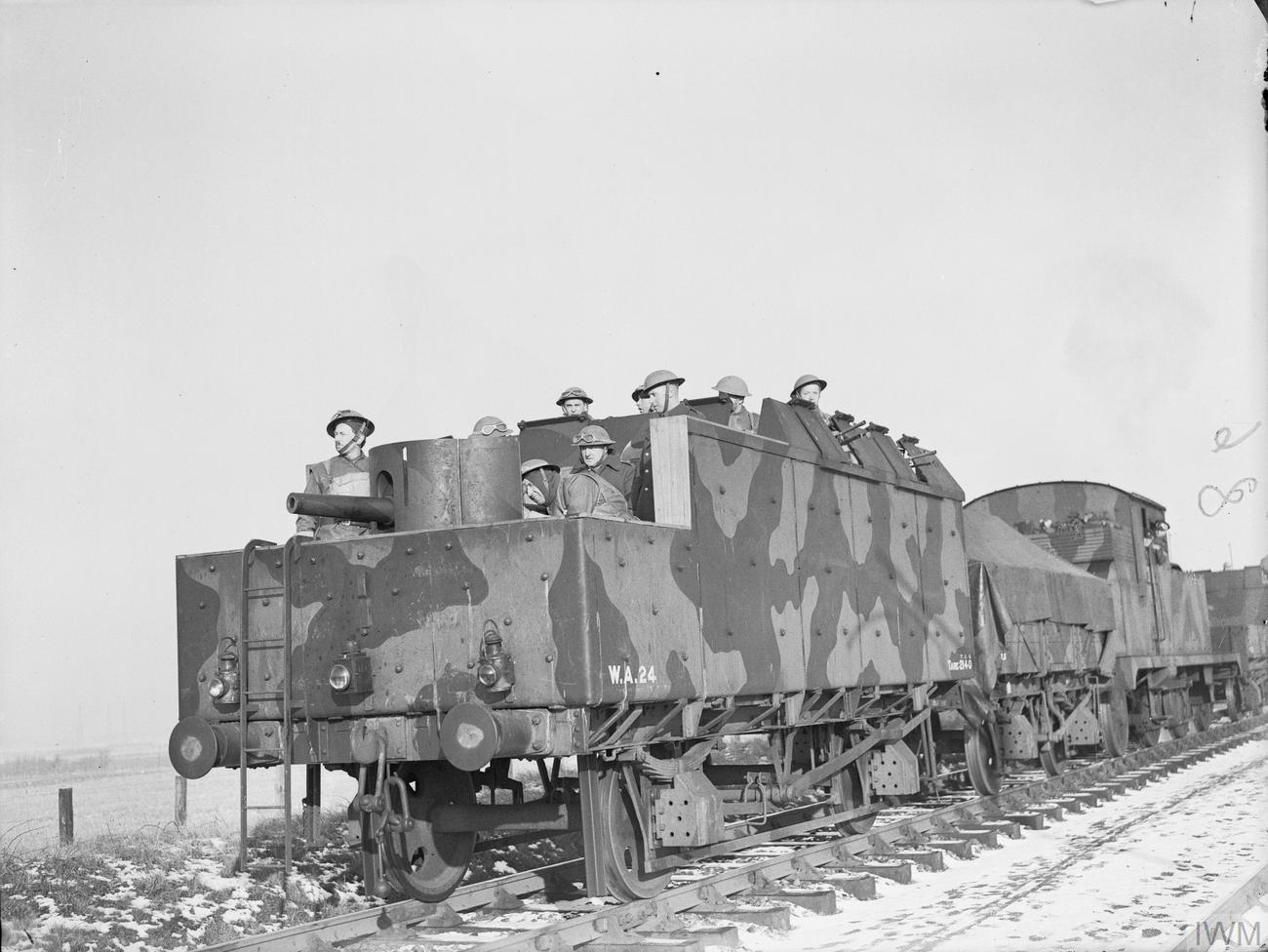
Soldados polacos a bordo de un tren blindado con un cañón de 6 libras en su afuste de tanque original en el vagón de cola, Escocia, febrero de 1941

El cañón fue reutilizado en la Segunda Guerra Mundial, siendo montado en los 12 trenes blindados que operaban en el Reino Unido. Al igual que en el tanque, su caña corta era una ventaja, al evitar daños a los puentes y estructuras situadas junto a los rieles. Los últimos trenes blindados británicos fueron retirados de servicio en 1944 (en Escocia).